# 埃文 (麻薩諸塞州)
埃文（英語：Avon）是一個位於美國麻薩諸塞州諾福克縣的鎮。

## 人口
根據2020年美國人口普查的數據，埃文的面積為11.80平方千米，當中陸地面積為11.30平方千米，而水域面積為0.50平方千米。當地共有人口4777人，而人口密度為每平方千米405人。